# Шансеврен
Шансеврен (фр. Champsevraine) насеље је и општина у североисточној Француској у региону Шампањ-Арден, у департману Горња Марна која припада префектури Лангр.
По подацима из 2011. године у општини је живело 797 становника, а густина насељености је износила 19,55 становника/km². Општина се простире на површини од 40,77 km². Налази се на средњој надморској висини од 280 метара.

## Демографија
| 1962. | 1968. | 1975. | 1982. | 1990. | 1999. | 2011. |
| ----- | ----- | ----- | ----- | ----- | ----- | ----- |
| 937   | 1.042 | 1.007 | 1.004 | 953   | 902   | 797   |

График промене броја становника у току последњих година